# Stazzema
Stazzema är en ort och kommun i provinsen Lucca i regionen Toscana i Italien. Kommunen hade 3 016 invånare (2018).